# Fritz Hoppe
Wilhelm Robert Fritz Hoppe (* 5. Oktober 1910 in Steglitz; † 7. September 1999 in Berlin) war ein deutscher Produktionsleiter und Produzent bei Film und Fernsehen.

## Leben und Wirken
Der Sohn des Maurers und späteren Bauunternehmers Otto Hoppe und dessen Frau, der Schneiderin Elisabeth geb. Schulz, hatte die Filmbranche im Dritten Reich von der Pike auf kennengelernt und wurde inmitten des Zweiten Weltkriegs von der Tobis-Filmkunst als Produktionsleiter verpflichtet. Hier arbeitete er vor allem für die Herstellungsgruppe Robert Wuellner und kooperierte häufig mit dem Revuefilmspezialisten Karl Anton. Nach Kriegsende fand Hoppe nur schwer Anschluss an die (bundesdeutsche) Filmindustrie, dokumentiert ist lediglich 1950 eine Tätigkeit als Tontechniker bei dem Melodram Furioso. Erst seit 1954 konnte der zu dieser Zeit in Berlin-Friedenau ansässige Fritz Hoppe wieder als Produktionsleiter arbeiten.
Mit dem Niedergang von „Papas Kino“ zu Beginn der 1960er Jahre wechselte Hoppe zum Fernsehen und trat nunmehr als Produzent in Erscheinung. Dabei stellte er ab Mitte des Jahrzehnts unterschiedlich ambitionierte Stoffe her, bemerkenswert ist vor allem der Fünfteiler Bürgerkrieg in Rußland, den Hoppe als ZDF-Auftragsproduktion im Studio Hamburg produzierte. Seine letzte Tätigkeit als Produktionsleiter war die Komödie Der Pfingstausflug mit den beiden Altstars Martin Held und Elisabeth Bergner in den Hauptrollen. 1990 spielte er in Die Hallo-Sisters eine Art Alter Ego, einen Produktionschef. Er starb 1999 in Berlin-Schöneberg.
Von 1935 bis zu deren Tod war Fritz Hoppe mit Hildegard Lange verheiratet. Seine zweite Ehe ging er 1979 in Kirchseeon mit Miriam Berta Bobzin ein.

## Filmografie
- 1943: Die große Nummer
- 1943: Floh im Ohr
- 1943: Kollege kommt gleich
- 1943/46: Peter Voss, der Millionendieb
- 1944: Die Hochstaplerin
- 1944: Der große Preis
- 1944/50: Die Kreuzlschreiber
- 1954: Ännchen von Tharau
- 1954: Rittmeister Wronski
- 1955: Ein Mann vergißt die Liebe
- 1955: Eine Frau genügt nicht?
- 1956: Waldwinter
- 1959: Bobby Dodd greift ein
- 1959: Drillinge an Bord
- 1960: Der letzte Fußgänger
- 1960: Sabine und die 100 Männer
- 1961: Bis zum Ende aller Tage
- 1961: Robert und Bertram
- 1965: Ein Volksfeind
- 1965: Jennifer …?
- 1966: Die letzte Reise des Kapitän Scott
- 1966: Der Fall Jeanne d’Arc
- 1967–1968: Bürgerkrieg in Rußland (Fünfteiler)
- 1968: Hauptstraße Glück (Serie)
- 1968: Das Ferienschiff (Serie)
- 1969–1970: Luftsprünge (Serie)
- 1973: Die Kriminalerzählung (TV-Reihe)
- 1974: Nebel
- 1977: Schwindelig vor Geld und Liebe
- 1978: Der Pfingstausflug